# Йозеф Вінігер
Йозеф Вінігер (15 липня 1943 року , Кестенгольц, кантон Золотурн, Швейцарія — 29 квітня 2025 року, Цюрих) — швейцарський літературознавець, есеїст і перекладач. Автор низки монографій, що поєднують елементи літературознавчого аналізу та культурно-філософських міркувань. Лауреат Премії Леманського регіону за переклад.

## Біографія
Йозеф Вінігер народився 15 липня 1943 року в селі Кестенгольц, кантон Золотурн, Швейцарія. Чотири роки навчався у Франції — у Парижі та Екс-ан-Провансі, де вивчав філософію, соціологію та психологію.
З 1969 року продовжив навчання в Мюнхені (Німеччина). У 1977 році здобув ступінь доктора філософії під науковим керівництвом Ернесто Грассі. Темою дисертації стало становлення гуманістичних ідей у творчості Людвіга Фейєрбаха.
Після завершення навчання два роки працював у Мюнхенській народній вищій школі, згодом перейшов до вільної перекладацької діяльності. Перекладав переважно французьку художню та наукову літературу німецькою мовою.

## Громадська активність
- Член Спілки німецькомовних перекладачів художньої та наукової літератури (VdÜ). 2008—2017 — скарбник у правлінні VdÜ
- Член Мюнхенського перекладацького форуму.
- Організатор та учасник форуму літературного перекладу в Арлі.

## Відзнаки
- 1999 — Премія перекладача видавництва C. H. Beck.
- 2006 — Премія Леманського регіону за переклад.
- 2007 — Медаль у рамках співпраці німецької Вікіпедії та Академії наук і літератури в Майнці.

## Монографії
- Feuerbachs Weg zum Humanismus. Zur Genesis des anthropologischen Materialismus. Fink, München 1979. ISBN 3-7705-1660-5.
- Ludwig Feuerbach, Denker der Menschlichkeit. Neuausgabe mit Bibliographie und Personenregister. Lambert Schneider Verlag, Darmstadt 2011. ISBN 978-3-650-24030-9.

## Переклади
- Kenneth White. Das weiße Land. Dianus-Trikont, München 1984. ISBN 3-88167-105-6.
- Georges Simenon. Maigret und der Notar von Château-Neuf. У збірці: Madame Maigrets Liebhaber. Diogenes, Zürich 1989. ISBN 3-257-21791-9.
- Jean-François Bergier. Wilhelm Tell. Realität und Mythos. List, München 1988. ISBN 3-471-77168-9.